# قماربازان (فیلم ۲۰۰۷)
«قماربازان» (آلمانی: Die Spieler) فیلمی در ژانر رمانتیک و درام به کارگردانی سباستین بینیک است که در سال ۲۰۰۷ منتشر شد.